# Guignardia bulgarica
Guignardia bulgarica är en svampart som först beskrevs av Franz Petrak, och fick sitt nu gällande namn av E. Müll. 1955. Enligt Catalogue of Life ingår Guignardia bulgarica i släktet Guignardia,  och familjen Botryosphaeriaceae, men enligt Dyntaxa är tillhörigheten istället släktet Guignardia,  och familjen Mycosphaerellaceae. Arten är reproducerande i Sverige. Inga underarter finns listade i Catalogue of Life.